# گیلاس (آمل)
گیلاس، روستایی است از توابع بخش لاریجان شهرستان آمل در استان مازندران ایران.

## جمعیت
این روستا در دهستان بالا لاریجان قرار داشته و براساس آخرین سرشماری مرکز آمار ایران که در سال ۱۳۸۵ صورت گرفته، جمعیت ثابت آن ۲۰۰ نفر (۵۰ خانوار) بوده‌است.

## آیین ها
- شمشین: شب نشینی
- دوره: دید و بازدید گروهی و دسته جمعی درعید نوروز
- آکله چرخ: به معنی دنبال قارچ صحرایی کشتن در ماه‌های فروردین و خرداد که به صورت گروهی انجام می‌شود. آکله به معنی قارچ است که در سایر روستاهای لاریجان با نام آقلی و کموش هم تلفظ می‌شود. برای همین درروستای آب اسک به "آکله چرخ" آن "آقلی گرد" گفته می‌شود.
- کله سر: مراسم سنتی و گروهی جهت تمیز کردن مسیر آب کشاورزی

## بازی های محلی
- اغوزکا[۲]
- چلیک مارکا
- تب کا
- دینه کا